# Bulbophyllum iterans
Bulbophyllum iterans é uma espécie de orquídea (família Orchidaceae) pertencente ao gênero Bulbophyllum. Foi descrita por Jaap J. Vermeulen em 2003.